# Estadio Cubierto Huamark
El Estadio Cubierto Huamark (en tailandés: อินดอร์ สเตเดียม หัวหมาก) es el nombre que recibe un recinto techado multipropósito, ubicado en la ciudad de Bangkok, la capital del país asiático de Tailandia. La capacidad del estadio es de 15 000 espectadores y fue construido en 1966 para los quintos Juegos de Asia. Se utiliza principalmente para conciertos, boxeo, baloncesto, fútbol sala y voleibol.